# Hapoel Ironi Nir Ramat HaSharon
Hapoel Ironi Nir Ramat HaSharon Football Club (Hebreeuws: מועדון כדורגל הפועל ניר רמת השרון) is een Israëlische voetbalclub uit Ramat HaSharon.
De club werd opgericht als Hapoel Ramat HaSharon en nam in de jaren 1990 de huidige naam aan. De thuishaven is het Grundman stadion dat plaats biedt aan 4.300 toeschouwers. In 2011 werd de club kampioen in de Liga Leumit en ze kwamen in het seizoen 2011/12 voor het eerst uit in de Ligat Ha'Al, het hoogste niveau. In het seizoen 2012-2013 behaalde de club de hoogste eindnotering ooit op het hoogste niveau door zesde te worden. Echter, het jaar daarop degradeerde de club.

## Eindklasseringen vanaf 2000
| Seizoen | Competitie             | Niveau | Eindstand | Beker        | Opmerking                                                                          |
| ------- | ---------------------- | ------ | --------- | ------------ | ---------------------------------------------------------------------------------- |
| 1999/00 | Liga Alef-Divisie Zuid | IV     | 2         | 8e ronde     |                                                                                    |
| 2000/01 | Liga Artzit            | III    | 6         | 7e ronde     |                                                                                    |
| 2001/02 | Liga Artzit            | III    | 7         | 8e ronde     |                                                                                    |
| 2002/03 | Liga Artzit            | III    | 10        | 7e ronde     |                                                                                    |
| 2003/04 | Liga Artzit            | III    | 1         |              |                                                                                    |
| 2004/05 | Liga Leumit            | II     | 10        | 9e ronde     |                                                                                    |
| 2005/06 | Liga Leumit            | II     | 10        | 8e finale    |                                                                                    |
| 2006/07 | Liga Leumit            | II     | 9         | 9e ronde     |                                                                                    |
| 2007/08 | Liga Leumit            | II     | 8         | 8e finale    |                                                                                    |
| 2008/09 | Liga Leumit            | II     | 11        | 9e ronde     | pd-wedstrijden > Maccabi Kafr Kanna: 2-1 (T) / 1-0 (U)                             |
| 2009/10 | Liga Leumit            | II     | 5         | halve finale |                                                                                    |
| 2010/11 | Liga Leumit            | II     | 1         | 7e ronde     | Liga-topscorer: Oren Nissim (18)                                                   |
| 2011/12 | Ligat Ha'Al            | I      | 11        | halve finale |                                                                                    |
| 2012/13 | Ligat Ha'Al            | I      | 6         | 8e ronde     |                                                                                    |
| 2013/14 | Ligat Ha'Al            | I      | 13        | kwartfinale  |                                                                                    |
| 2014/15 | Liga Leumit            | II     | 11        | 8e ronde     |                                                                                    |
| 2015/16 | Liga Leumit            | II     | 10        | 8e ronde     |                                                                                    |
| 2016/17 | Liga Leumit            | II     | 9         | 8e ronde     |                                                                                    |
| 2017/18 | Liga Leumit            | II     | 11        | 8e ronde     |                                                                                    |
| 2018/19 | Liga Leumit            | II     | 13        | 8e ronde     |                                                                                    |
| 2019/20 | Liga Leumit            | II     | 8         | 8e ronde     |                                                                                    |
| 2020/21 | Liga Leumit            | II     | 7         | 7e ronde     |                                                                                    |
| 2021/22 | Liga Leumit            | II     | 13        | 7e ronde     |                                                                                    |
| 2022/23 | Liga Leumit            | II     | 11        | 8e finale    |                                                                                    |
| 2023/24 | Liga Leumit            | II     | 6         | 8e finale    |                                                                                    |
| 2024/25 | Liga Leumit            | II     | 11        | 8e finale    | Degradatie vanwege administratieve reden; Liga-topscorer: ex aequo Ben Hadadi (16) |
| 2025/26 | Liga Alef              | III    | .         |              |                                                                                    |

## Bekende (oud-)spelers
- Eran Zahavi
- Kenny Saief
- Cristian Daminuță